# Pozemní síly
Pozemní síly – wojska lądowe, jeden z rodzajów Czeskich Sił Zbrojnych.

## Struktury

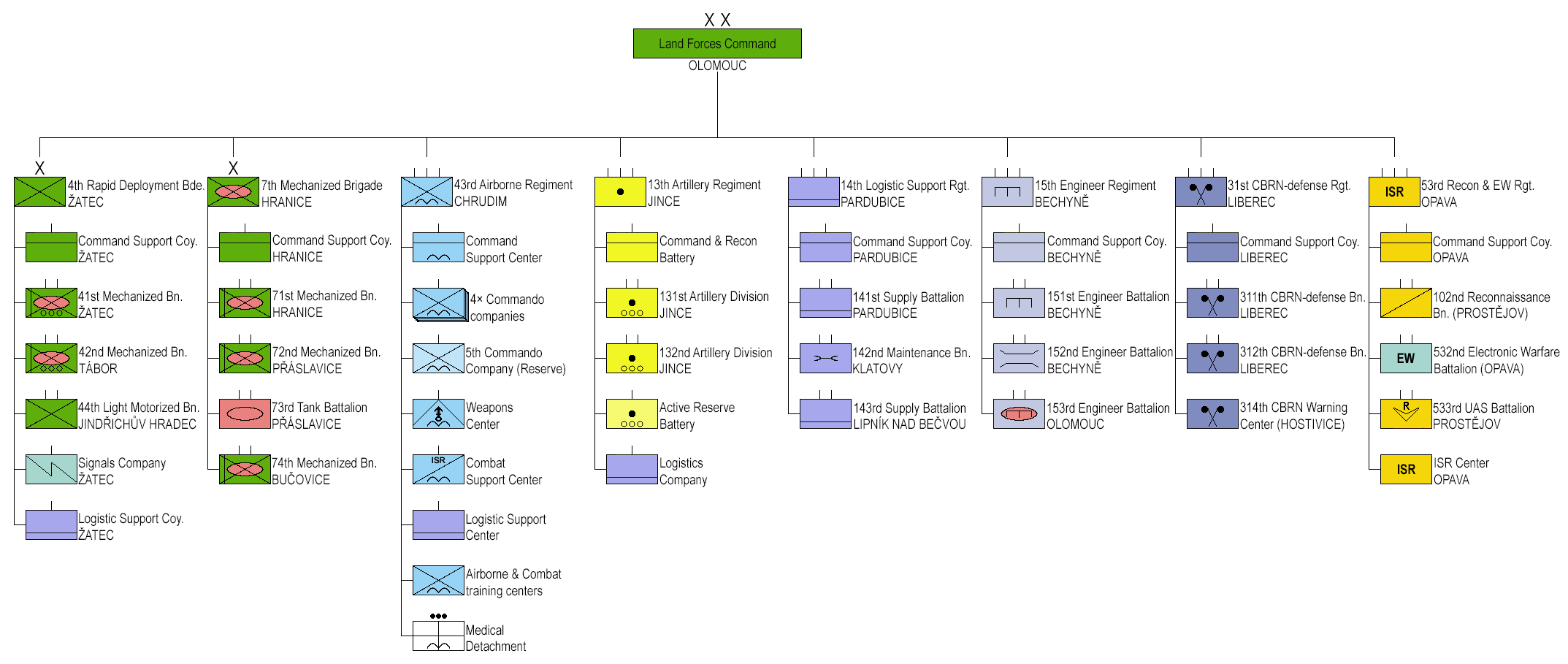
Organizacja wojsk lądowych 2023

- 4. Brygada Szybkiego Reagowania (Zatec)
  - 41. baon zmechanizowany (Zatec)
  - 42. baon zmechanizowany (Tabor)
  - 44. baon piechoty zmotoryzowanej (Jindřichův Hradec)
- 7. Brygada Zmechanizowana (Hranice)
  - 71. baon zmechanizowany (Hranice)
  - 72. baon zmechanizowany (Přáslavice)
  - 73. baon czołgów (Přáslavice)
  - 74. baon zmechanizowany (Bučovice)
- 43. Pułk powietrznodesantowy (Chrudim)
- 13. Pułk Artylerii (Jince)
  - 131. dyon artylerii (Jinice)
  - 132. dyon artylerii (Jince)
- 14. Pułk Logistyczny (Pardubice)
  - 141. baon zaopatrzenia (Pardubice)
  - 142. baon techniczny (Klatovy)
  - 143. baon zaopatrzenia (Lipník nad Bečvou)
- 15. Pułk Inżynieryjny (Bechyně)
  - 151. baon inżynieryjny (Bechyně)
  - 152. baon inżynieryjny (Bechyně)
  - 153. baon inżynieryjny (Ołomuniec)
- 31. Pułk Chemiczny (Liberec)
  - 311. baon chemiczny (Liberec)
  - 312. baon chemiczny (Liberec)
- 53. Pułk Rozpoznawczy a radioelektroniczny (Opawa)
  - 102. baon rozpoznawczy (Prościejów)
  - 532. baon radioelektroniczny (Opawa)
  - 533. baon systemów sezzałogowych (Prościejów)

## Wyposażenie

### W służbie
| Zdjęcie                  | Nazwa                                 | Państwo                 | Liczba                  |
| Czołgi podstawowe (120)  | Czołgi podstawowe (120)               | Czołgi podstawowe (120) | Czołgi podstawowe (120) |
| ------------------------ | ------------------------------------- | ----------------------- | ----------------------- |
|                          | T-72                                  | ZSRR                    | 51                      |
|                          | T-72M4 CZ                             | Czechy                  | 30                      |
|                          | Leopard 2A4                           | Niemcy                  | [ 2 ]                   |
| Bojowe wozy piechoty     |                                       |                         |                         |
|                          | BVP-2                                 | Czechosłowacja          | [ 5 ]                   |
|                          | Pandur II                             | Austria Czechy          | [ 6 ]                   |
| Mosty czołgowe           |                                       |                         |                         |
|                          | MT-55A                                | ZSRR                    | 6                       |
| Transportery opancerzone |                                       |                         |                         |
|                          | BRDM-2                                | ZSRR                    |                         |
|                          | Dingo 2 CZ                            | Niemcy                  | [ 7 ]                   |
|                          | Carrier OT-90                         | Czechosłowacja          | [ 8 ]                   |
| Pojazdy opancerzone      |                                       |                         |                         |
|                          | Iveco LMV                             | Włochy                  | [ 2 ]                   |
| Artyleria                |                                       |                         |                         |
|                          | Armatohaubica samobieżna wz 1977 Dana | Czechosłowacja          | [ 2 ]                   |
| Ciężkie moździerze       |                                       |                         |                         |
|                          | Moździerz samobieżny wz 85 Pram-S     | Czechosłowacja          | [ 2 ]                   |
|                          | M 1982                                | Czechosłowacja          | [ 2 ]                   |